# Tocantinsia piresi
Tocantinsia piresi es una especie de pez actinopeterigio de agua dulce, la única del género monotípico Tocantinsia de la familia de los auqueniptéridos. El nombre del género se puso por el nombre del río en que se encuentra.

## Morfología
El ejemplar de mayor tamaño capturado medía 51,5 cm, aunque con un peso máximo publicado de 2,0 kg.

## Distribución y hábitat
Se distribuye por la cabecera de la cuenca fluvial del río Tocantins, en Brasil. Son peces de agua dulce tropical, de hábitat tipo demersal.